# 图鲁苏
图鲁苏是巴西南大河州的一个市镇。总面积254.933平方公里，总人口3829人，人口密度15人/平方公里。